# Caraí (kommun)
Caraí är en kommun i Brasilien.   Den ligger i delstaten Minas Gerais, i den sydöstra delen av landet, 700 km öster om huvudstaden Brasília. Antalet invånare är 22 343.
Följande samhällen finns i Caraí:
- Caraí

Omgivningarna runt Caraí är huvudsakligen savann. Runt Caraí är det glesbefolkat, med 15 invånare per kvadratkilometer.